# تشاکووا
تشاکووا (به چکی: Čaková) یک منطقهٔ مسکونی در جمهوری چک است که در شهرستان برونتال واقع شده‌است. تشاکووا ۱۱٫۹۳ کیلومتر مربع مساحت و ۳۱۴ نفر جمعیت دارد و ۵۱۵ متر بالاتر از سطح دریا واقع شده‌است.